# Takehiro Kubo
Takehiro Kubo (en japonés: 久保武大, Kubo Takehiro; 19 de julio de 1978) es un deportista japonés que compitió en remo. Ganó dos medallas en el Campeonato Mundial de Remo, en los años 2000 y 2005.

## Palmarés internacional
| Campeonato Mundial | Campeonato Mundial | Campeonato Mundial | Campeonato Mundial      |
| Año                | Lugar              | Medalla            | Prueba                  |
| ------------------ | ------------------ | ------------------ | ----------------------- |
| 2000               | Zagreb (Croacia)   | Medalla de oro     | Cuatro scull ligero     |
| 2005               | Kaizu (Japón)      | Medalla de plata   | Ocho con timonel ligero |